# Adolphus Lake
Adolphus Lake är en sjö i Kanada.   Den ligger i provinsen Alberta, i den centrala delen av landet, 3 200 km väster om huvudstaden Ottawa. Adolphus Lake ligger 1 652 meter över havet. Arean är 0,23 kvadratkilometer.Den sträcker sig 0,6 kilometer i nord-sydlig riktning, och 0,9 kilometer i öst-västlig riktning.
Trakten runt Adolphus Lake består i huvudsak av gräsmarker. Trakten runt Adolphus Lake är nära nog obefolkad, med mindre än två invånare per kvadratkilometer.